# تل الجزر

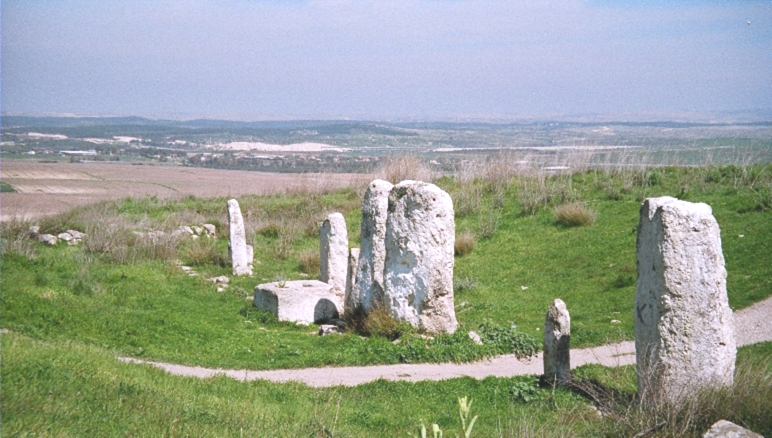
تل الجزر

تل الجزر (بالعبرية: תל גזר، تلفظ: تال جيزر) يقع في إسرائيل على بعد 8 كم إلى الجنوب الشرقي من مدينة الرملة، بالقرب من قرية أبو شوشة المهجرة، على حافة سلسلة الجبال الممتدة بين القدس والساحل. تبلغ مساحته حوالي 13.5 هكتاراً، وقد كان مأهولاً بالسكان خلال المرحلتين الأولى والثانية من العصر البرونزي القديم.

## التسمية
يظهر أن لاسم الموقع الحالي علاقة بالاسم القديم للمدينة، إذ يرد اسم الموقع في المصادر الأكادية تحت اسم Gazur، ووفق المصادر المصرية كانت مدينة باسم Qdr منذ زمن الفرعون تحتمس الثالث وحتى مرنبتاح حوالي 1220 ق.م. ويذكر اسم الموقع Gu-az-ra في إحدى حملات تغلات فلاسر الثالث (745– 728 ق.م.)، ووجد الاسم موثق في لوحة حجرية في قصر الملك الأشوري في نمرود. وتذكر التوراة هذا الموقع في أمكنة مختلفة. كما وجد في الموقع عدة مصادر مكتوبة، من بينها حجر حدود يذكر الاسم القديم قريباً من الاسم الحالي، ووجدت أيضاً رقم طينية من فترة رسائل العمارنة (حوالي 1400 ق.م.)، وكذلك الكتابات المعروفة بتقويم تل الجزر من العهد الأشوري الحديث في القرن السابع قبل الميلاد.

## أعمال التنقيب
نظراً لأهمية الموقع الاستراتيجية، إذ يسيطر على مناطق واسعة من جميع الجهات، فقد كانت له أهمية تاريخية امتدت من العصر الحجري النحاسي في الألف الرابع قبل الميلاد وحتى العهد الروماني. وقد لفت الموقع أنظار الكثيرين من العاملين في الآثار منذ القرن التاسع عشر عندما قام كليرموند غانو عام 1871 يربط تل الجزر بالمدينة القديمة “جيزر”. كما قام ماكلستر في سنة 1902 بحفريات في الموقع نيابة عن صندوق استكشاف فلسطين. وواصلت العمل في السنوات الأخيرة، منذ سنة 1964، بعثة أمريكية بإشراف رايتWright وديفر وغيرهم.
يظهر أن لتمل الجزر دوراً هاماً في العصر البرونزي القديم في الألفية الثالثية قبل الميلاد، فقد كشفت النقاب عن مدينة محصنة أعيد بناؤها وترميمها أكثر من مرة. كبر حجم الموقع في العصر البرونزي المتوسط (حوالي 1800 ق.م.)، وكشفت الحفريات عن مجموعات من المنازل التي عثر فيها على عدد من الأواني والتماثيل المصرية الأصل. وأعيد تحصين الموقع في فترة متأخرة نسبياً من العصر البرونزي المتوسط (القرن 17 قبل الميلاد) أيام حكم الهكسوس لفلسطين. ومن بين المخلفات المعمارية لهذه الفترة قصر كبير يتخلله عشرة أعمدة حجرية. وقد استمر ازدهار المدينة حتى العصر البرونزي الأخير (القرنين 15 و14 ق.م.). ومع نهاية هذا العصر ودخول الفلسطينيين إليها حوالي القرن 12 ق.م. احتلت المدينة مكانة هامة في تلك الفترة، وقد تمكن المنقبون من تمييز عدة طبقات لهذه المرحلة. واستمرت سكنى الموقع في فترات مقاطعة حتى العهد المملوكي الذي لم يلق على ما يبدو اهتمام المنقبين.